# Zichow
Zichow település Németországban, azon belül Brandenburgban. Lakosainak száma 516 fő (2023. december 31.). Zichow Mark Landin, Passow, Angermünde, Gramzow és Casekow községekkel határos.

## Népesség
A település népességének változása:
| Lakosok száma | 565  | 561  | 540  | 525  | 516  |
|               | 2017 | 2019 | 2021 | 2022 | 2023 |